# Zwartoorlijstergaai
De zwartoorlijstergaai (Pterorhinus vassali, synoniem Garrulax vassali) is een zangvogel uit de familie Leiothrichidae. Deze vogel is genoemd naar de Franse legerarts Joseph Vassal (1867-1957) die het holotype had verzameld.

## Verspreiding en leefgebied
Deze soort komt voor in Laos, Vietnam en Cambodja.

## Status
De grootte van de populatie is niet gekwantificeerd maar de soort wordt omschreven als plaatselijk algemeen. Op de Rode lijst van de IUCN heeft deze soort de status niet bedreigd.